# Ojstriška vas
Ojstriška vas – wieś w Słowenii, w gminie Tabor. W 2018 roku liczyła 263 mieszkańców.